# Яман (Омская область)
Яма́н — село в Крутинском районе Омской области. Административный центр Яманского сельского поселения.

## География
Село находится на реке Яман, которая разделяет его на два берега, на расстоянии 187 км к северо-западу от города Омск, административного центра области. В 6 км от села находится озеро Ик.

### Часовой пояс
Село Яман, как и вся Омская область, находится в часовой зоне МСК+3. Смещение применяемого времени относительно UTC составляет +6:00.

## Население
| 2010 |
| ---- |
| 759  |

## Инфраструктура
В селе функционируют средняя общеобразовательная школа, детский сад, дом культуры, библиотека, ФАП.